# Ultimo Impero
Ultimo Impero fue una discoteca de Airasca (TO) cerca a la ex SS 23, abierta del 1992 al 2010. La discoteca tenía cuatro planes y podía contener hasta ocho mil personas, rindiéndola para un periodo la discoteca más grande de Europa.
La discoteca fue el inicio para los dj techno y progressive como: Gigi D'Agostino, Claudio Diva, Giacomo Orlando, Daniele Gas, Lello B., Alberto Estas y cantantes como Superpippo, Joe Tequila, Gradiska. La discoteca estaba construida inspirándose a la discoteca Bahía Imperial (ex Bahía de los Ángeles) de Gabicce Mar (PU).

## Historia
Inaugurada el 18 de diciembre de 1992, la discoteca Ultimo Impero está situada entre la zona industrial de Airasca y Novenas, sobre la estatal 23 para el Sestriere a soles 25 km de Turín. Después 3 años de construcción y vicissitudini que han rallentato el término de la obra, finalmente se ha llegado al traguardo con una inauguración histórica que ha visto en consola los DJ Pietro Villa, Claudio Coccoluto, Claudio Diva, Stefano Seque y Manuel Bagnoli, alternados en las varias salas del local, el todo debajo la regia artística de la animatrice Pinina Garavaglia y su personal. El local inicialmente se llamó Mitho último imperio luego para diatribe de marca con un local sito en las proximidades estuvo confirmado el solo nombre Último Imperio. En 6 años de gestión con la marca Última Imperio han sido mucho los géneros musicales propuestos, de la "Techno & House" del 1992 sino a la "Techno-Progressive" que del 1995 está quedada el género padrón de una de las consolas más ambite de todos de DJs nacionales e Internacionales. En el 2005 a Carru' en provincia de Cuña para pocos meses ha sido abiertos un local con nombre Último Imperio pero que nada tenía a que hacer sea como elegida musical, al igual que DJ y como dirección artística con el local de Airasca, esto tiene en cambio generado en el curso de los años de confusión entre los dos marcos.
7 pistas de baile, 
9 bar,
área interior 7.000 m², 
área exterior 12.000 m²,
7 fontane,
2 cascadas,
20.000 watt de potencia toco exterior,
50.000 watt de potencia toco interior,
10.000 watt de potencia en chill-out/priveè,

## DJ's
Pietro Villa (1992-1994) Gigi D'Agostino (1994-1998) Claudio Diva (1992-1993/1995-1998) Lello B. (1996-1997) Manuel Bagnoli (1992-1996) Roberto Molinaro (1998)

## Vocalistas
Superpippo (1994-1995) Joe Tequila (1995-1997) Gradiska (1995-1998)